# Museo dell'olivo e dell'olio
Il Museo dell'olivo e dell'olio è un museo privato specializzato, situato a Torgiano, in ambienti che furono sede di un frantoio attivo fino agli anni sessanta del Novecento.
Attraverso collezioni di arti applicate e raccolte di cultura materiale documenta le tecniche di olivicoltura ed elaiotecnica, gli usi tradizionali e i significati simbolici dell'olivo e dell'olio d'oliva.

## Storia
Curato da Maria Grazia Marchetti Lungarotti e gestito dalla Fondazione Lungarotti, il Museo dell'Olivo e dell'Olio è stato aperto al pubblico nel 2000. Insieme al Museo del vino di Torgiano è inserito nel Sistema Museale dell'Umbria.

## Il percorso museale
Tavole botaniche raffiguranti le diverse varietà d'olivo diffuse in Umbria introducono la sezione che documenta le caratteristiche botaniche della pianta, le tecniche tradizionali e i sistemi innovativi di coltura.
La presenza di una mola a trazione animale e di un imponente frantoio a trazione idraulica testimoniano, affiancati da documentazione fotografica e da schemi didattici, la lunga evoluzione dei sistemi di estrazione olearia.
Il percorso prosegue con la trattazione del tema mitologico: un alábastron attico a figure rosse, attribuibile al Pittore della Fonderia (sec. V a.C.), ritrae Atena, divinità che avrebbe fatto dono dell'olivo all'umanità. Gli altri reperti esposti attestano l'azione civilizzatrice della dea – depositaria del sapere tecnologico – in ambito domestico femminile, agricolo, navale e bellico.
La sezione dedicata al paesaggio conserva cabrei, carte e oggetti evocativi del Grand Tour: la ricorrenza, in Umbria, di terreni condotti a oliveto colpisce l'immaginazione dei viaggiatori che riportano nei loro taccuini, sotto forma di descrizioni o di rapidi schizzi, il loro interesse per il paesaggio.
Gli ambienti successivi documentano gli impieghi tradizionali dell'olio: l'uso più remoto – l'olio come fonte di luce – è documentato da una collezione di lucerne da età preclassica al neoclassicismo.
Gli usi rituali dell'olivo e dell'olio nell'Ebraismo, nel Cristianesimo e nell'Islam, il loro impiego nell'alimentazione, nello sport, nella preparazione di unguenti e profumi, nella sfragistica, nella tessitura, nell'ebanisteria e in numerose altre attività, costituiscono gli spunti per le rimanenti sale espositive.
Il complesso di significati simbolici che, per diretta derivazione dall'antico, conferisce all'olivo e all'olio valenze di sacralità e poteri magico-terapeutici, è documentato nell'ultima sala del percorso espositivo.